# Roberto María Ortiz
Jaime Gerardo Roberto Marcelino María Ortiz Lizardi (24. rujna 1886. – 15. srpnja 1942.) bio je predsjednik Argentine od 20. veljače 1938. do 27. lipnja 1942.

## Životopis
Ortiz je rođen u Buenos Airesu. Kao student na Sveučilištu u Buenos Airesu sudjelovao je u neuspjeloj revoluciji iz 1905. Godine 1909. je diplomirao na sveučilištu i postao odvjetnik.
Postao je aktivan u Radikalne građanskoj uniji a 1920. godine izabran je u argentinski nacionalni kongres. Služio je kao ministar javnih radova 1925. – 1928. Podržao je revoluciju 1930. i služio kao ministar financija 1935. – 1937.
Na predsjedničkim izborima 1937. godine bio je službeni kandidat vlade i pobijedio, iako ga je oporba optuživala za sudjelovanje u prijevari, jer su nepravilnosti na izborima bile široko rasprostranjene. Ortiz nikada nije demantirao takve optužbe, ali nakon što je on preuzeo dužnost pokušao je napraviti argentinsku politiku otvorenijom i istinski demokratskom. Ubrzo nakon što je postao predsjednik, Ortiz je   ozbiljno obolio od dijabetesa,  a u kolovozu 1940, predao je svoje ovlasti na potpredsjednika Ramóna Castilla. On je bio pro-saveznički nastrojen, ali zbog protivljenja u vojsci nije prekidao odnose sa silama osovine. Podnio je ostavku nekoliko tjedana prije svoje smrti. 